# 劉完素
劉完素（12世纪約1100年—1180年），字守真，自号通元处士，河間（今河北河间市）人士，世称刘河间。金元四大醫學家之一，研究五運六氣，為“寒涼派”的創始人。
發揮《內經》理論，提倡火熱論，並重視針灸治法，臨床施治重視井穴、原穴。並喜用五腧穴，以火熱論思想指導針灸臨床，形成了以清熱瀉火爲基點的針灸學術思想，對金元以後的醫家影響很大。因创制不少治疗伤寒热病的方剂，故后世称他为“寒涼派”。
劉完素的著作有：《黃帝素問宣明論方》、《素問玄機原病式》、《宣明内方》、《內經運氣要旨論》、《傷寒直格》、《傷寒標本心法類萃》、《三消論》、《素問藥注》、《醫方精要》。

## 影視作品
- 电影：

2018年中國電影《河间圣手》，北京鸿博先锋影视文化有限公司出品，導演：孫愛國，劉完素一角由劉子驊飾演。

## 外部連結
- 黃帝素問宣明論方 （页面存档备份，存于） 中藥方劑圖像數據庫 (香港浸會大學中醫藥學院) （中文）（英文）
- 傷寒直格 （页面存档备份，存于） 中藥方劑圖像數據庫 (香港浸會大學中醫藥學院) （中文）（英文）
- 素問病機氣宜保命集 （页面存档备份，存于） 中藥方劑像數據庫  (香港浸會大學中醫藥學院) （中文）（英文）